# Cenere (Mimmo Locasciulli)
Cenere è il diciannovesimo album in studio del cantautore italiano Mimmo Locasciulli, pubblicato il 9 novembre del 2018 dall'etichetta Hobo e distribuito da Self Distribuzione .

## Descrizione
Cenere è stato arrangiato e prodotto da Mimmo Locasciulli e suo figlio Matteo Locasciulli. Il disco è stato registrato tra Italia e Francia presso gli studi Hobo Recording di Saracinesco e Alba Musique di Parigi. I due sono anche i principali autori dei 12 brani che compongono il disco, ma non mancano le collaborazioni eccellenti: Enrico Ruggeri coautore del brano Le regole del Jazz, Pacifico coautore del brano Amnesia di un momento e Büne Huber, front-man del gruppo rock svizzero Patent Ochsner, coautore del brano Annaluna. I brani sono tutti inediti ad eccezione di Ogni volta che piove, brano firmato da Guido Elle, pseudonimo dell'altro figlio di Locasciulli, Guido, incluso nel suo album d'esordio del 2004 dal titolo La miglior combinazione. Ulteriori contributi al disco vengono dal trombettista Fabrizio Bosso nel brano Columbus Avenue e dalla cantante franco-senegalese Awa Ly nel brano Se mai. Il disco è una summa di tutte le esperienze musicali del cantautore abruzzese, musica d'autore impreziosita da riconoscibili influenze blues e jazz  .
Il brano che dà il titolo all'album è anche l'unico singolo promozionale estratto dal disco ed è l'unica canzone per la quale è stato realizzato un videoclip. Protagonista del videoclip è l'attore Alessandro Haber 
(Mimmo Locasciulli, dal brano Cercami, 2018)

## Tracce
CD (Hobo, HOB 1801 CD)
1. Cenere – 3:55 (Mimmo Locasciulli)
2. La casa – 3:49 (Mimmo Locasciulli, Matteo Locasciulli)
3. Le regole del Jazz – 3:44 (Mimmo Locasciulli, Matteo Locasciulli, Enrico Ruggeri)
4. Se mai (feat. Awa Ly) – 3:44 (Mimmo Locasciulli, Matteo Locasciulli)
5. La solitudine di un artista – 3:16 (Mimmo Locasciulli, Rino Camplone)
6. Cinque sei sette otto – 3:53 (Mimmo Locasciulli)
7. Annaluna (feat. Büne Huber) – 3:55 (Mimmo Locasciulli, Büne Huber)
8. Columbus Avenue (feat. Fabrizio Bosso) – 4:11 (Mimmo Locasciulli)
9. Amnesia di un momento – 3:55 (Mimmo Locasciulli, Pacifico)
10. Ogni volta che piove – 4:07 (Guido Locasciulli)
11. Cercami – 3:54 (Mimmo Locasciulli)
12. Il fuggiasco e l'alba – 4:37 (Mimmo Locasciulli)

Durata totale: 47:00

## Formazione
- Mimmo Locasciulli - pianoforte, organo e tastiere
- Matteo Locasciulli - contrabasso, basso e chitarre
- Andi Hug - batteria
- Massimo Fumanti - chitarre
- Giovanna Famulari - violoncello
- Marco di Marzio - contrabasso, ukulele e mandola
- Mattia Feliciani - sax e clarinetto basso
- Jorge Ro - tromba e flicorno
- Filippo Schininà - batteria
- Manuel Trabucco - sax
- Michael Applebaum - tromba
- Fabrizio Bosso - tromba in Columbus Avenue
- Awa Ly - voce in Se mai